# Sedlo Rakytie
Sedlo Rakytie (709 m) – przełęcz w tzw. Luczańskiej części Małej Fatry na Słowacji. Znajduje się w północno-zachodniej grani Minčola pomiędzy szczytami Rakytie (741 m) i Grúň (1101 m). Zachodnie stoki przełęczy opadają do doliny potoku Javorina w miejscowości Strečno, wschodnie do doliny bezimiennego potoku uchodzącego do Wagu. Rejon przełęczy jest porośnięty lasem. Przez przełęcz prowadzi szlak turystyczny.

## Szlak turystyczny
Strečno, pod hradom – Sedlo Rakytie – Sedlo Javorina – Rázsošná – Úplaz - Minčol